# Omolabus longiclavus
Omolabus longiclavus es una especie de coleóptero de la familia Attelabidae.

## Distribución geográfica
Habita en Panamá.